# Diphyus celsus
Diphyus celsus là một loài tò vò trong họ Ichneumonidae.